# One Day (Caro Emerald)
One Day is de negende single van de Nederlandse jazz/popzangeres Caro Emerald en de derde single van haar tweede studioalbum The Shocking Miss Emerald, dat werd uitgebracht op 3 mei 2013. Het nummer is geschreven door David Schreurs en Vincent Degiorgio.
De ep One Day werd op 13 september uitgebracht op iTunes. Op Emeralds YouTubekanaal verschenen de radioversie van One Day en twee remixes.

## Populariteit
Het nummer werd echter niet populair en werd niet op (Nederlandse) radiostations gedraaid. Ook was One Day niet in de charts te vinden en is er nooit een videoclip voor het nummer gemaakt. Het nummer werd 25e in de tiplijst van de Vlaamse Ultratop 50.
Nadat in november 2013 bekend werd dat een Zuid-Koreaanse producer plagiaat had gepleegd met Emeralds nummers (onder andere Liquid Lunch en One Day) verschenen Liquid Lunch en One Day in de Zuid-Koreaanse 'Melon Jazz Charts', Liquid Lunch op nummer 1 en One Day op nummer 9.